# Athyrma triangulifera
Athyrma triangulifera là một loài bướm đêm trong họ Erebidae.